# Internet in der Ukraine
In der Ukraine nutzten 2016 etwa 44,1 % der Bevölkerung das Internet, was unter dem weltweiten Durchschnitt von 51,7 % liegt. Die Top-Level-Domain der Ukraine ist .ua.

## Zugang und Verbreitung
Die Internetzugangsrate wächst stetig, wobei die schlechte und zerstörte Infrastruktur in Teilen des Landes ein Problem darstellen. Nach der Internationalen Fernmeldeunion stieg die Nutzung von 18 Prozent im Jahr 2009 auf 41 Prozent im Jahr 2013 um auf etwa 42 Prozent im Jahr 2014. Das Pew Research Center sagt, dass 51 Prozent aller erwachsenen Ukrainer „gelegentlich“ das Internet nutzen oder ein Smartphone besitzen. 73 Prozent der Nutzer sind täglich im Internet.
Nach Akamai beträgt die durchschnittliche Internetgeschwindigkeit in der Ukraine 9,3 Megabits pro Sekunde (Mbps).